# Nationalpark Risnjak
Der Nationalpark Risnjak (ris heißt auf Kroatisch Luchs) wurde am 15. September 1959 zum Nationalpark erklärt, die Gesamtfläche beträgt 6350 Hektar. Er befindet sich im Westteil des Gebirgslandes des Gorski kotar im Nordwesten Kroatiens.
Der höchste Gipfel ist mit 1528 m der Veliki Risnjak. Er ist etwa 15 km Luftlinie von der Küste entfernt. Vom Gipfel bietet sich, besonders bei klarem Wetter, ein Blick auf die Kvarner-Bucht, den Naturpark Učka, die vorgelagerten Inseln und nach Norden zum Snežnik in Slowenien sowie den Karawanken. Im Nationalpark entspringt die Kupa, die auf etwa 100 km die Grenze zu Slowenien bildet und nach 296 km bei Sisak in die Save mündet.
In diesem bewaldeten Gebirgsmassiv leben in freier Wildbahn Braunbären, Wölfe, Luchse, Adler und andere geschützte Tierarten.
Aufgrund zahlreicher Wanderwege können im Nationalpark ausgiebige Wanderungen unternommen werden.  Zum Besuch des Nationalparks ist eine Eintrittsgebühr zu bezahlen.

## Popkultur
Der französische Horrorthriller High Lane – Schau nicht nach unten! aus dem Jahre 2009 spielt in dem Gebirge des Nationalparks Risnjak.